# Lycenchelys lonchoura
Lycenchelys lonchoura és una espècie de peix de la família dels zoàrcids i de l'ordre dels perciformes.

## Morfologia
- Les femelles poden assolir 37cm de longitud total.[4]

## Hàbitat
És un peix marí i d'aigües profundes que viu fins als 860 m de fondària.

## Distribució geogràfica
Es troba al Perú.

## Observacions
És inofensiu per als humans.